# Bischoff (Familienname)
Bischoff ist ein Familienname.

## Namensträger

### A
- Achilles Bischoff (1795–1867), Schweizer Politiker
- Addi Bischoff (* 1955), deutscher Mineraloge
- Adolf Bischoff (Agrarwissenschaftler) (1886–nach 1937), deutscher Agrarwissenschaftler
- Albert Bischoff (1921–1981), Schweizer Neurologe und Hochschullehrer
- Alexander Bischoff (* 1992), deutscher Handballspieler
- Alexandra Maria Bischoff (1872–1936), deutsche katholische Theologin, Gründerin der Schwestern vom Erlöserbund
- Alfred Bischoff (1882–1946), deutscher Fotograf
- Amaury Bischoff (* 1987), portugiesischer Fußballspieler
- Angelika Bischoff-Luithlen (1911–1981), deutsche Archivarin, Volkskundlerin und Autorin
- Anna Catharina Bischoff (1719–1787), 1975 als Mumie aufgefundene Gattin des Pfarrers Lucas Gernler
- Andreas Bischoff (1812–1875), Schweizer Kaufmann, Entomologe, Sammler und Mäzen
- Arthur Bischoff (1901–1976), Schweizer Wasserspringer
- August Bischoff (1876–1965), deutscher Bildhauer

### B
- Bastian Bischoff (* 1984), deutscher Fußballspieler
- Bengta Bischoff (1909–1987), deutsche Autorin
- Bernd Bischoff (* 1951), deutscher Industriemanager
- Bernhard Bischoff (1906–1991), deutscher Paläograph, Philologe und Historiker
- Bernhard Bischoff (Kunstpädagoge) (1932–2008), deutscher Kunsthistoriker, Kunstpädagoge und Professor für Kunsterziehung
- Bernhard Bischoff (Kunsthistoriker) (* 1973), Schweizer Kunsthistoriker, Kunsthändler und Galerist
- Birke Bull-Bischoff (* 1963), deutsche Politikerin (PDS, Die Linke), MdL, MdB
- Bodo Bischoff (* 1952), deutscher Musikwissenschaftler
- Bruno Bischoff (1855–1911), deutsch-tschechischer Historiker und Kunsthistoriker

### C
- Carl Bischoff (Politiker) (1835–1900), deutscher Jurist und Politiker
- Carl Adam Bischoff (1855–1908), deutscher Chemiker
- Carl Wilhelm Bischof (1825–1911), deutscher Chemiker
- Charitas Bischoff (1848–1925), deutsche Schriftstellerin
- Charlotte Bischoff (1901–1994), deutsche Widerstandskämpferin
- Christian Bischoff (Mediziner) (* 1958), deutscher Neurologe und Hochschullehrer
- Christian Bischoff (Autor) (* 1976), deutscher Autor
- Christian Bischoff (Tonmeister), deutscher Tonmeister
- Christian Heinrich Ernst Bischoff (1781–1861), deutscher Physiologe und Pharmakologe
- Clement Bischoff (* 2005), dänischer Fußballspieler
- Cornelius Bischoff (1928–2018), deutscher Jurist, Autor und Übersetzer

### D
- David Bischoff (1951–2018), US-amerikanischer Science-Fiction-Autor
- Diedrich Bischoff (1866–1946), deutscher Freimaurer und Schriftsteller
- Dieter Bischoff (Unternehmer) (* 1946), deutscher Jurist und Unternehmer
- Dieter Bischoff, Geburtsname von Dieter Riegler (* 1950), deutscher Schachspieler
- Diether Bischoff (1922–2014), deutscher Jurist und Ministerialdirigent
- Dietrich Bischoff (1907–1949), deutscher Anglist, Historiker und Hochschullehrer
- Doerte Bischoff (* 1966), deutsche Germanistin

### E
- Eduard Bischoff (1890–1974), deutscher Maler, Bildhauer und Hochschullehrer
- Eduard Hagenbach-Bischoff (1833–1910), Schweizer Physiker
- Egon Bischoff (1934–2018), deutscher Tänzer und Choreograf
- Elmer Bischoff (1916–1991), US-amerikanischer Künstler
- Emil Bischoff (1847–1921), Schweizer Unternehmer und Politiker
- Engelbert Bischoff (1654–1711), österreichischer Jesuit
- Eric Bischoff (* 1955), US-amerikanischer Unternehmer
- Erich Bischoff (1865–1936), deutscher Orientalist, Germanist, Religionsforscher und Übersetzer
- Ernst Bischoff (Altphilologe) (1858–1922), deutscher Klassischer Philologe und Lehrer
- Ernst Bischoff (Mediziner) (1868–1957), österreichischer Psychiater und Neuropathologe
- Ernst Bischoff (Diplomat) (1880–1958), deutscher Diplomat
- Ernst Bischoff (SA-Mitglied) (1895–1963?), deutscher SA-Brigadeführer
- Ernst Bischoff-Culm (1870–1917), deutscher Maler
- Eugen Bischoff (Mediziner) (1852–1906), Schweizer Mediziner und Naturforscher
- Eugen Bischoff (Bildhauer) (1854–1940), deutscher Architekt und Hochschullehrer
- Evren Bischoff (* 1965), deutscher Motorradrennfahrer

### F
- Ferdinand Bischoff (Historiker) (1826–1915), österreichischer Rechtshistoriker
- Ferdinand Bischoff (Chemiker) (1838–1909), deutscher Hüttenchemiker und Bergingenieur
- Frank M. Bischoff (* 1959), deutscher Archivar und Historiker
- Franz Bischoff (1864–1929), US-amerikanischer Maler österreichischer Herkunft
- Friedrich Bischoff (Maler) (1819–1873), deutscher Genremaler
- Friedrich Bischoff (Reeder) (1861–1920), deutscher Reeder und Kaufmann
- Friedrich Bischoff (1896–1976), deutscher Schriftsteller und Rundfunkintendant
- Friedrich Bischoff (Geistlicher) (1909–1987), deutscher Geistlicher und Verleger
- Friedrich Bischoff (Verwaltungsjurist) (Fritz Bischoff; 1930–2018), deutscher Verwaltungsjurist und Ministerialdirigent
- Friedrich Alexander Bischoff (1928–2009), österreichischer Ostasienwissenschafter
- Friedrich Wilhelm August Bischoff (1804–1857), deutscher Jurist
- Fritz Bischoff (Bankier) (um 1835–1902), Schweizer Bankmanager
- Fritz Bischoff (Widerstandskämpfer) (1900–1945), deutscher Kommunist (KPD) und Widerstandskämpfer
- Fritz Bischoff (Segler) (1905–nach 1936), deutscher Segler
- Fritz Bischoff (Ringer) (1915–nach 1950), deutscher Ringer
- Fritz Bischoff (Fußballspieler) (* 1949), deutscher Fußballspieler und -trainer

### G
- Gabriele Bischoff (* 1961), deutsche Gewerkschafterin und Politikerin (SPD)
- Georg Bischoff (1875–1937), deutscher Politiker (Wirtschaftspartei), MdL Preußen
- Gerhard Bischoff (1925–2001), deutscher Geologe und Hochschullehrer
- Gilbert Bischoff (* 1951), Schweizer Radrennfahrer
- Gottlieb Wilhelm Bischoff (1797–1854), deutscher Botaniker
- Gustaf Bischoff (* 1931), deutscher Schriftsteller

### H
- Hans Bischoff (Pianist) (1852–1889), deutscher Pianist, Klavierlehrer und Herausgeber
- Hans Bischoff (Entomologe) (1889–1960), deutscher Entomologe
- Hans Bischoff (Mediziner) (1894–1943), deutscher Arzt und Hochschullehrer
- Hans Jacob Bischoff (1692–1759), Schweizer Tuchhändler und Politiker
- Hartmut Bischoff (1937–1996), deutscher Motorradrennfahrer
- Heidemarie Bischoff-Pflanz (* 1942), deutsche Erzieherin und Politikerin (Alternative Liste)
- Heiko Bischoff, deutscher Basketballtrainer
- Heinrich Bischoff (Germanist) (1867–1940), belgischer Germanist und Literaturhistoriker
- Heinrich Bischoff (SS-Mitglied) (1904–1964), deutscher Blockführer im KZ Auschwitz
- Heinrich Bischoff (Altphilologe) (1906–1941), deutscher Altphilologe
- Heinz Bischoff (1898–1963), deutscher Gitarrist und Lautenist, Lehrer an der Staatlichen Akademie der Tonkunst in München
- Helmut Bischoff (1908–1993), deutscher Jurist
- Henry Bischoff (1882–1951), Schweizer Maler und Graphiker
- Herbert Bischoff (SS-Mitglied) (1910–1971), deutscher SS-Führer
- Herbert Bischoff (Gewerkschaftsfunktionär) (* 1931), deutscher Gewerkschaftsfunktionär (FDGB)
- Hermann Bischoff (Komponist) (1868–1936), deutscher Komponist
- Hermann Bischoff (Politiker) (1875–1959), deutscher Politiker (KPD)
- Hieronymus Bischoff (Politiker) (1795–1870), Schweizer Bankier und Politiker
- Hieronymus Emil Bischoff (1817–1841), Schweizer Amateurmaler
- Hinrich Bischoff (1936–2005), deutscher Luftfahrtunternehmer
- Horst Bischoff (1936–2024), deutscher Offizier des Ministeriums für Staatssicherheit der DDR
- Hubert Bischoff (* 1942), Schweizer Architekt

### I
- Ignaz Bischoff (1856–1917), deutscher Geodät
- Ignaz Rudolf Bischoff (1784–1850), österreichischer Arzt
- Ivo Bischoff (* 1970), deutscher Wirtschaftswissenschaftler und Hochschullehrer

### J
- Joachim Bischoff (* 1944), deutscher Ökonom, Herausgeber und Politiker (WASG)
- Jochen Bischoff (* 1979), deutscher Basketballspieler
- Johann Bischoff (Schriftsteller) (Johannes Episcopius), deutscher Schriftsteller und Übersetzer
- Johann Bischoff (Medienwissenschaftler) (* 1951), deutscher Medienwissenschaftler und Medienpädagoge
- Johann Arnold Bischoff (1796–1871), deutscher Tuchfabrikant und Handelsrichter
- Johann Gottfried Bischoff (1871–1960), deutscher Geistlicher der Neuapostolischen Kirche
- Johann Hermann Christian Bischoff (1851–??), deutscher Schauspieler, Schriftsteller und Theaterdirektor
- Johann Jacob Bischoff (1841–1892), Schweizer Chirurg und Gynäkologe
- Johann Nikolaus Bischoff (1827–1893), deutscher Mathematiker und Hochschullehrer
- Johannes Bischoff (1874–1936), deutscher Sänger (Bassbariton) und Schauspieler
- Johannes E. Bischoff (1913–2004), deutscher Archivar
- Josef Bischoff (Fabrikant) (1871–1913), deutscher Zinnfigurenfabrikant
- Josef Bischoff (Offizier) (1872–1948), deutscher Offizier und Freikorpsführer
- Josef Bischoff (Chemiker), deutscher Chemiker und Autor
- Josef Maria Bischoff (* 1955), deutscher Bauingenieur und Politiker (SPD)
- Joseph Bischoff (Politiker) (1777–1855), österreichischer Jurist, Bürgermeister von Linz
- Joseph Eduard Konrad Bischoff (1828–1920), deutscher Schriftsteller

### K
- Karl Bischoff (Ingenieur) (1897–1950), deutscher Ingenieur und SS-Sturmbannführer
- Karl Bischoff (Germanist) (1905–1983), deutscher Germanist und Hochschullehrer
- Karl Bischoff (Politiker), deutscher Politiker (SED), MdL Sachsen
- Karl Heinrich Bischoff (1900–1978), deutscher Schriftsteller, Verlagsbuchhändler und Lektor
- Klaus Bischoff (Schachspieler) (* 1961), deutscher Schachspieler
- Klaus Bischoff, Geburtsname von Klaus Zyciora (* 1961), deutscher Automobildesigner

### L
- Leyla Bischoff (* 1999), deutsche Schauspielerin
- Lisa Bischoff (1898–1993), deutsche Sängerin (Sopran)
- Lisbeth Bischoff (* 1955), österreichische Fernsehjournalistin
- Ludwig Bischoff (1794–1867), deutscher Pädagoge, Musiker, Kritiker und Verleger

### M
- Manfred Bischoff (Manager) (* 1942), deutscher Manager
- Manfred Bischoff (Schmuckkünstler) (1947–2015), deutscher Schmuckkünstler
- Manfred Bischoff (Ingenieur) (* 1968), deutscher Bauingenieur
- Manon Bischoff (* 1990), deutsche Wissenschaftsjournalistin
- Marc Bischoff (* 1969), deutscher Schauspieler
- Marcus Bischoff (* 1980), deutscher Metal-Sänger
- Maresi Bischoff-Hanft (1931–2013), deutsche Schauspielerin, Synchronsprecherin und Hörspielsprecherin
- Marion Bischoff (* 1977), deutsche Pädagogin und Autorin
- Markus Bischoff (Politiker) (* 1956), Schweizer Rechtsanwalt und Politiker
- Markus Bischoff (Koch) (* 1962), deutscher Koch
- Melchior Bischoff (1547–1614), deutscher Theologe und Kirchenlieddichter
- Michael Bischoff (Übersetzer) (* 1949), deutscher Übersetzer
- Michael Bischoff (Kunsthistoriker) (* 1970), deutscher Kunsthistoriker
- Mike Bischoff (* 1965), deutscher Politiker (SPD), MdL Brandenburg
- Mikkel Bischoff (* 1982), dänisch-kenianischer Fußballspieler

### N
- Nico Bischoff (1928–1987), Schweizer Architekt
- Nikolas C. G. Bischoff (1893–1962), Schweizer Redakteur, Politiker und Oberstleutnant
- Norbert Bischoff (Diplomat) (1894–1960), österreichischer Diplomat
- Norbert Bischoff (Politiker) (* 1950), deutscher Politiker (SPD)
- Norbert Bischoff (Liedermacher) (1959–1993), deutscher Liedermacher

### O
- Oskar Bischoff (1912–1985), deutscher Schriftsteller
- Otto Bischoff (Unternehmer) (1896–1980), Schweizer Textilindustrieller
- Ottobald Bischoff (1821–1887), deutscher evangelischer Theologe, Lehrer und Schriftsteller

### P
- Paul Bischoff (1935–2019), deutscher Musiker
- Peter Bischoff (Bürgermeister) (1655–1721), deutscher Kaufmann und Bürgermeister
- Peter Bischoff (Fabrikant) (1763–1836), Schweizer Bandfabrikant
- Peter Bischoff (1904–1976), deutscher Regattasegler
- Peter Bischoff (Fotograf) (* 1941), deutscher Fotograf
- Philipp Jakob Bischoff (1889–1959), deutscher Politiker (CDU)
- Pierre Bischoff (* 1984), deutscher Extremsportler

### R
- Rainer Bischoff (* 1958), deutscher Politiker (SPD), MdL Nordrhein-Westfalen
- Ramon Bischoff (* 1993), Schweizer Komponist und Toningenieur
- Richard Bischoff (Industrieller) (1872–1929), deutscher Industrieller
- Richard Bischoff (Musiker) (1882–um 1952), deutscher Flötist
- Robert Bischoff (Politiker) (1847–1904), deutscher Politiker, MdL Bayern
- Robert Bischoff (Architekt) (1876–1920), deutscher Architekt
- Robert Bischoff (Filmeditor) (1899–1945), US-amerikanischer Filmeditor
- Roger Bischoff (* 1947), deutsch-amerikanischer Bildhauer und Maler
- Rolf Bischoff (* 1934), deutscher Richter
- Rudolf Bischoff (Unternehmer) (Bischoff-Merian; 1817–1894), Schweizer Kaufmann und Unternehmer
- Rudolf Linder-Bischoff (1849–1928), Schweizer Architekt, siehe Rudolf Linder
- Rudolph Bischoff (1861–1948), österreichischer Rechts- und Sozialwissenschaftler

### S
- Sabine Bischoff (1958–2013), deutsche Fechterin
- Samuel Bischoff (1890–1975), US-amerikanischer Filmproduzent
- Samuel Rudolf Bischoff (1803–1843), Schweizer Geistlicher, Lehrer, Geograf und Botaniker
- Sonja Bischoff (1947–2016), deutsche Wirtschaftswissenschaftlerin
- Sophie Bischoff-David (1875–nach 1926), deutsche Schauspielerin und Sängerin (Sopran), siehe Sofie David

### T
- Theo Bischoff (1926–1997), deutscher Agrartechnologe und Hochschullehrer
- Theodor von Bischoff (1807–1882), deutscher Anatom, Embryologe und Physiologe
- Theodor Bischoff (Politiker) (1815–1879), deutscher Kaufmann, Kommerzienrat und Politiker
- Théophile Bischoff (1847–1935), Schweizer Künstler
- Thilo Bischoff (* 1974), deutscher Koch
- Thomas Bischoff (* 1957), deutscher Theaterregisseur
- Thorsten Bischoff (* 1975), deutscher politischer Beamter (SPD)

### U
- Ulrich Bischoff (* 1947), deutscher Kunsthistoriker und Autor

### V
- Volker Bischoff (* 1943), deutscher Amerikanist

### W
- Walter Bischoff (Bildhauer) (1885–1945), deutscher Bildhauer
- Walter Bischoff (Architekt, 1915) (1915–nach 1963), deutscher Architekt
- Walter Bischoff (Landschaftsarchitekt) (* 1926), Schweizer Landschaftsarchitekt
- Walter Bischoff (1928–2016), deutscher Bergingenieur und Fachbuchautor
- Walter Bischoff (Architekt, 1934) (* 1934), deutscher Architekt, Kunstgalerist und -sammler
- Werner Bischoff (Ingenieur) (1902–1993), deutscher Maschinenbauingenieur, Professor für Feingerätetechnik und Mitbegründer der Konstruktionssystematik
- Werner Bischoff (Politiker) (* 1947), deutscher Politiker (SPD), MdL Nordrhein-Westfalen
- Wilhelm Bischoff (Politiker) (1832–1913), Schweizer Politiker
- Wilhelm Bischoff (Parteifunktionär) (* 1920), deutscher Parteifunktionär (NDPD)
- Willi Bischoff (1886–nach 1933), deutscher Verleger und Verbandsfunktionär
- Winfried Bischoff (1941–2023), deutsch-britischer Bankmanager
- Wolfgang Bischoff (* 1945), deutscher Herpetologe
- Wolfgang Bischoff (Mathematiker) (* vor 1965), deutscher Mathematiker, Statistiker und Hochschullehrer